# 赛博协同控制工程

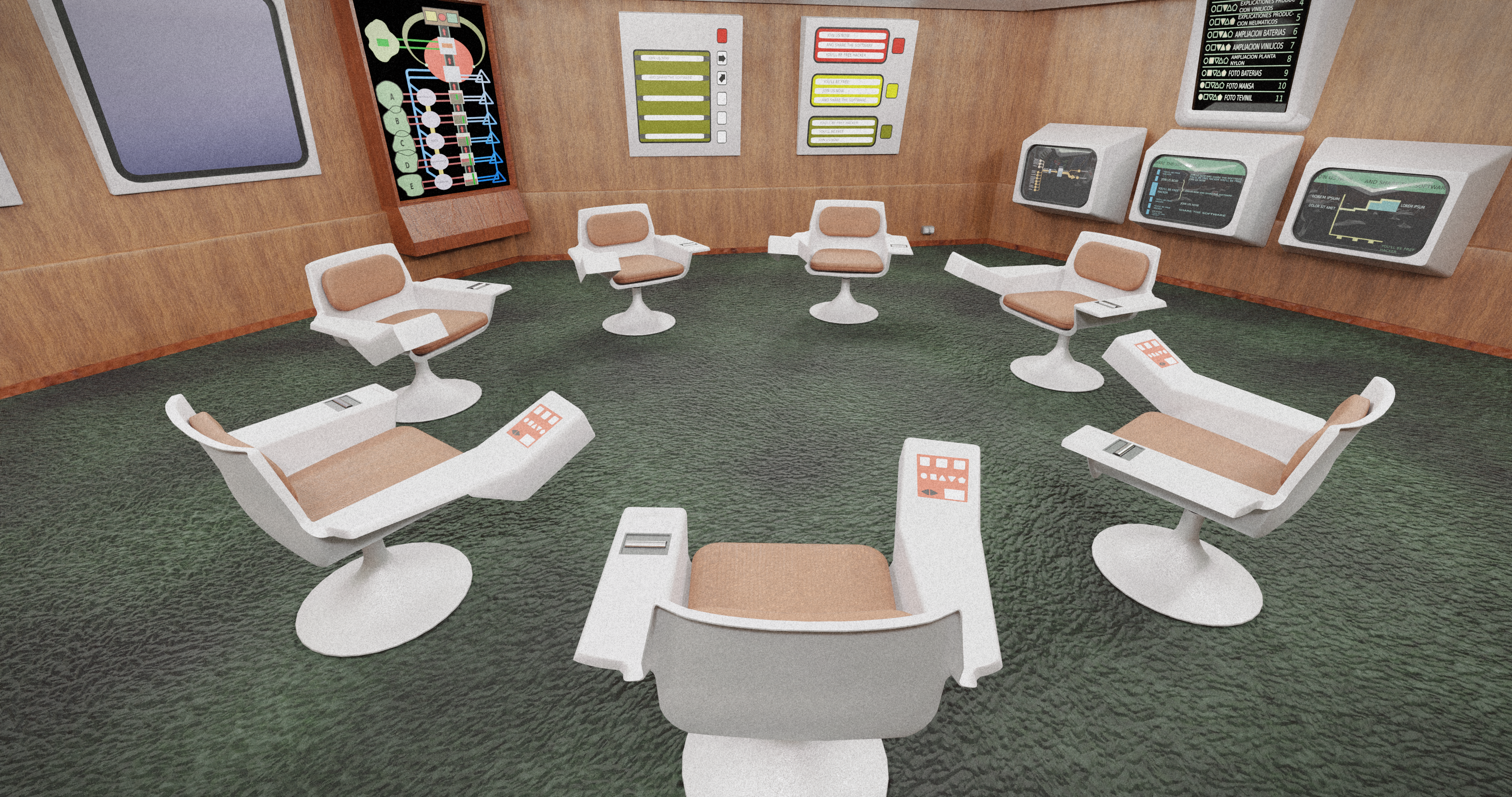
赛博协同控制工程操作室的3D想象图，操作室用于接收、储存和提供经济信息以进行快速决策。其设计原则基于格式塔原理，尝试提供给用户使用简便但信息全面的平台

赛博协同控制工程（英语：Project Cybersyn，简称Cybersyn或Synco）是智利总统萨尔瓦多·阿连德在1971年—1973年任期内建设的一项计算机网络工程，用于构建分布式决策支持系统，以支持国民经济的管理。该项目由四个模块组成：经济模拟器、确认工厂生产情况的定制软件、控制室和连接至一台主机的全国电报机网络。
赛博协同控制工程基于可行性系统模型和神经网络方法进行设计，并采用当时的先进技术：包括国有企业中的电报机网络，可用于与圣地亚哥的政府进行信息收发，和用于监视生产指标的统计模型软件可近乎实时的接收实地采集的信息，如原材料供应和工人旷工等，并向工人事先发出预警。情况严重的情况下，系统也会向中央政府发出预警。政府同样也会将数据输入经济模拟软件（CHECO, CHilean ECOnomic simulator的缩写），以预测经济决议的可能结果。管理者可在控制室（Opsroom）观看经济数据，对紧急情况制定合理应对措施，并在预警情况利用电报机网络向企业和工厂发送指导建议。
赛博协同控制工程的首席架构师是英国运筹学家斯塔福德·比尔，该系统体现了他在工业管理中的组织控制论概念。其主要目标之一是将工业企业的决策权下放到工人中，以便发展工厂的自我监管。
1973年9月11日的军事政变后，赛博协同控制工程被废弃，其控制室也被摧毁。

## 命名
Cybersyn是cybernetics和synergy两个词组成的混成词。Cybersyn用西班牙语发音并不好听，所以项目在西语里被称作Synco，既是Sistema de INformación y COntrol（信息与控制系统）的首字母缩写，也是cinco（五）的双关语，意指比尔的可行性系统模型分为五个等级。

## 历史
斯塔福德·比尔是英国管理控制论顾问，同时同情智利社会主义所坚持的理想，即保持智利的民主制度和工人自治权，而不是强加苏联式的自上而下的指挥和控制制度。
1971年7月智利生产发展公司（Chilean Production Development Corporation，CORFO）的高管费尔南多·弗洛雷斯（Fernando Flores）联系到比尔，寻求比尔将他的理论整合进智利新生的国有经济的建议。比尔认为这是在国家层面上实施他的理念的好机会。除了提供建议之外，他还放弃了大部分其他咨询业务，投入了大量的时间在赛博协同控制工程项目上。比尔多次飞往智利，与当地的工作人员合作，并利用他的个人关系获取英国技术专家的支持。到了1973年年初，系统就已经近乎完工。
在1972年10月，该系统发挥出了巨大威力。当时约有40000名卡车司机罢工，封锁了通往圣地亚哥的道路。赛博协同控制工程帮助组织了200辆卡车向城市运输资源，减轻了由罢工带来的潜在影响。
1973年9月11日，在CIA支持的皮诺切特政变后，赛博协同控制工程项目被取消，控制室也遭摧毁。

## 系统
项目将前政府购置的500台电报机配置给工厂，每个工厂一台。在圣地亚哥的控制中心，每天都有数据从工厂传入，如原料输入，生产输出和旷工人数等。利用这些数据，系统可进行短期预测和做出必要调整。 控制分为四个等级（工厂，部门，领域，全局），包括反馈控制。如果控制无法解决问题，系统将提示提高控制等级。人员在控制室讨论相关结果，并做出高等级计划。 
赛博协同控制工程采用的软件称为Cyberstride，采用贝叶斯过滤和控制。Cyberstride由智利工程师在英国程序员的指导下完成。
界面设计师Gui Bonsiepe的团队设计了未来风格的控制室。控制室内设七把转椅，带有用于控制大屏幕的按钮。屏幕上显示数据，以及其他状态信息的面板，但功能有限，只能显示预先制作好的图像和幻灯片。
在设想中，系统应是分布式控制的，工人也参与到业务规划中。设计中却更类似中央集权，工人应该按照计划完成工作，利用资源。任何偏离都会被上报，修正的指令随之由上层的发布下来。
比尔在他的著作Brain of the Firm和Platform for Change的第二版描述了项目的一些细节。后一本包括了关于让利害关系者的代表加入控制中心的社会创新类的提案。

## 美学
控制室采用郁金香椅，类似美国科幻电影星际迷航中的样式。虽然设计者声称他们并未受科幻影视的影响。

## 影响
苏格兰计算机科学家保罗·科克肖特和苏格兰经济学家阿林·F·科特雷尔在他们合著的《走向新社会主义》（1993年）中提到了Cybersyn，称他们从Cybersyn找到了灵感，并提出了计算机管理社会主义计划经济模型。
智利科幻作家Jorge Baradit在2008年出版了一本西语科幻作品Synco。这本架空歷史科幻设定于1979年，作者是这样描述的：“系统阻止了军事政变，巩固了社会主义政权，并创立了第一个控制论（cybernetics）国家，一个榜样，真正的第三条道路，一个奇迹。”